# Maléna (chanteuse)
Pour les articles homonymes, voir Malena (homonymie).
Arpine Martoyan (arménien : Արփինե Մարտոյան), née le 10 janvier 2007 à Erevan en Arménie, connue professionnellement sous le pseudonyme Maléna (arménien : Մալենա), est une auteure-compositrice-interprète arménienne. Elle remporte le Concours Eurovision de la chanson junior 2021 avec la chanson Qami Qami et offre la deuxième victoire de son pays au concours après Vladimir Arzumanyan en 2010.

## Biographie
Maléna nait à Erevan, capitale de l'Arménie, le 10 janvier 2007. Elle est la fille de l'actrice arménienne Anna Manucharyan.

### Concours Eurovision de la chanson junior

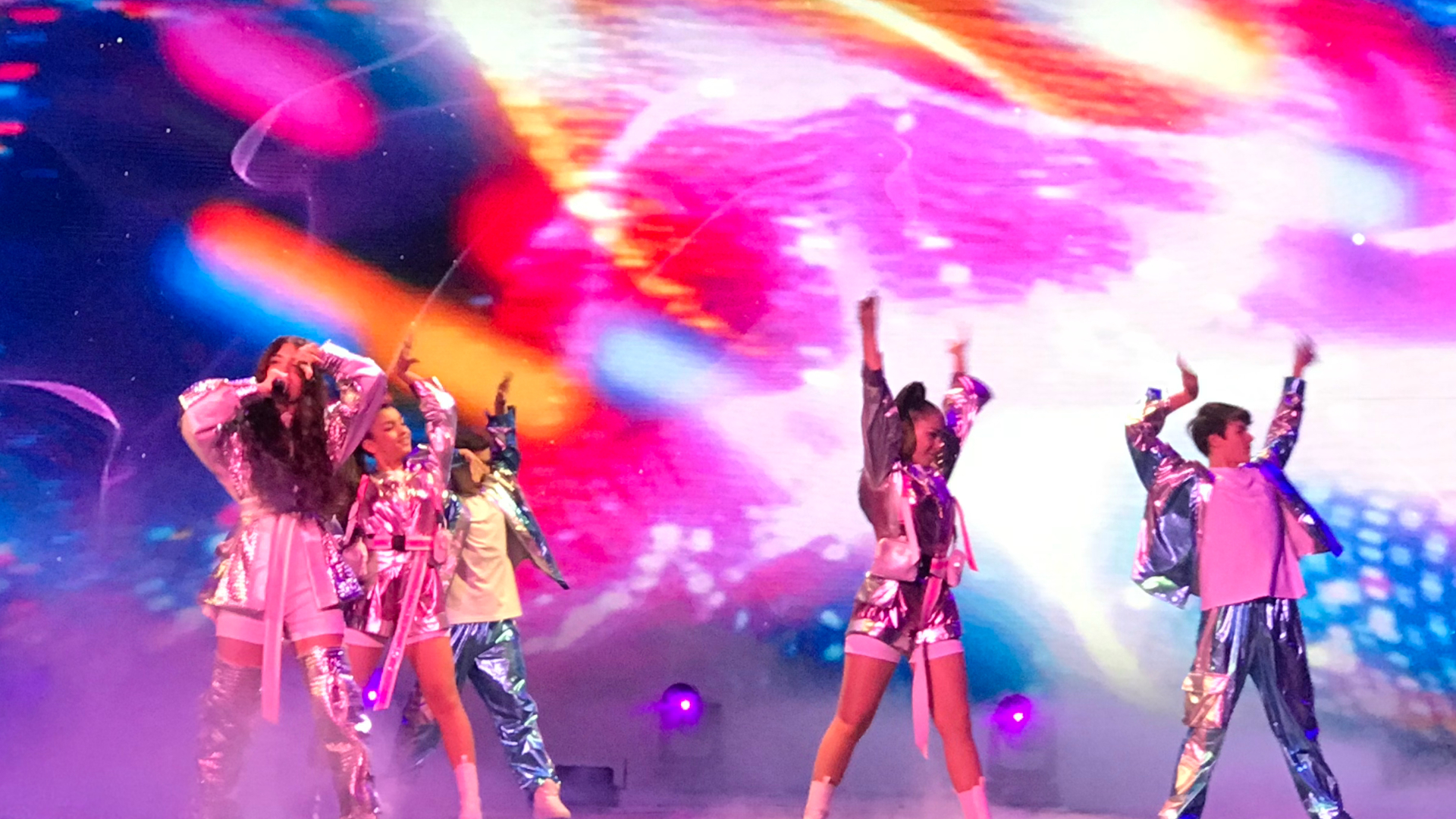
Maléna performant Qami Qami à la Seine musicale.

En 2020, elle est sélectionnée pour représenter l'Arménie au concours Eurovision de la chanson junior à Varsovie avec la chanson Why. Cependant, en raison de la crise liée à la guerre au Haut-Karabagh, le pays se retire.
En 2021, elle est à nouveau sélectionnée pour représenter l'Arménie au concours Eurovision de la chanson junior à Paris avec la chanson Qami Qami. Elle termine à la première place avec 224 points, devant la Pologne deuxième, et la France troisième.
Elle participe à l'écriture de deux autres chansons représentant l'Arménie à l'Eurovision junior : Do It My Way en 2023 et Cosmic Friend en 2024.
En février 2025, elle fait une apparition lors de Depi Evratesil 2025, la sélection nationale arménienne pour le Concours Eurovision de la chanson 2025. Elle y interprète son titre Flashing Lights lors de l'entracte. 